# Shelford Bidwell
Shelford Bidwell (Thetford, 1848 – 1909) was een Engels natuurkundige en uitvinder. Hij is het bekendst van zijn werk met "telephotograpy", een voorloper van de moderne fax-machine.

## Biografie
Bidwell kreeg privaatonderwijs voordat in 1866 werd toegelaten tot het Gonville and Caius College, Cambridge. Hij behaalde zijn Bachelor of Arts (BA) in 1870 op Mathematical Tripos, zijn Bachelor of Laws (LLB) in 1871 en zijn Master of Arts (MA) in 1873. Voor een aantal jaren werkte hij als jurist. Daarna hield hij zich volledig bezig met wetenschappelijk onderzoek, met name op het gebied van elektriciteit en optica. Als erkenning van zijn werk in de natuurkunde werd hij in 1886 gekozen tot Fellow of the Royal Society.

## Werk
Eind jaren 1870 voerde Bidwell een aantal experimenten uit met seleen-fotocellen.
In één experiment dupliceerde hij de fotofoon, oorspronkelijk gemaakt door Alexander Graham Bell, welke geluid gebruikte om een spiegeltje te laten trillen. Veranderingen in lichtsterkte welke gereflecteerd werden door de trillende spiegel, werden gedetecteerd door een seleen-fotocel die verbonden was aan een telefoon. Hiermee werd aangetoond dat spraak verzonden kon worden via lichtbundels met een fotocel die het omzette in een elektrisch signaal.
In een ander experiment plaatste Bidwell een seleen-fotocel binnenin een ronddraaiende cilinder. Via een klein gaatje in de cilinder kon de fotocel een afbeelding scannen van een sterk verlicht glazen dia. Een andere draaiende cilinder was bedekt met een kaliumjodide behandeld vel papier. Het elektrische signaal van de fotocel werd naar een platinadraad gestuurd die het papier donker maakte wanneer er een stroom liep. Bidwell loste echter niet het probleem van synchronisatie tussen zender en ontvanger op. Beide cilinders waren namelijk bevestigd op dezelfde as.
Hoewel vergelijkbare apparaten reeds eerder waren gedemonstreerd door Alexander Bain en Frederick Bakewell, was Bidwell de eerste die een fotocel toepaste voor het scannen van de afbeelding. Hij publiceerde zijn resultaten in het artikel "Tele-Photography" in het Nature-nummer van 10 februari 1881. Zijn apparaat staat tentoongesteld in het Science Museum te Londen.

## Televisie
In de Nature-editie van 4 juni 1908 onder de titel "Telegraphic Photograpy and Electric Vision", berichtte hij in een artikel over de "telegrafische fotografie-experimenten" waar andere wetenschappers mee bezig waren. Verder schreef hij over op de grote moeilijkheden die in het vooruitzicht lagen voor diegenen die bezig waren met de ontwikkeling van "distant electric vision" (elektrisch zien op afstand), ofwel televisie.
Naast het probleem van synchronisatie tussen zender en ontvanger wees hij op een nog groter probleem: om een vloeiend beeldverloop te krijgen moet met hoge snelheid een enorme hoeveelheid data verzonden worden. Zelf schatte hij dat voor elk beeld 16.000 tot 150.000 “elementen” (pixels in moderne terminologie) nodig zouden zijn bij een minimale scansnelheid van 10 beelden per seconde. Om deze hoge doorvoer te behalen suggereerde hij om voor elke beeldlijn een aparte fotocelschakeling te gebruiken of zelfs – in analogie met het menselijke oog – een aparte fotocelschakeling voor elke beeldpunt. Deze grote hoeveelheid schakelingen zou resulteren in een groot, complex en zeer kostbaar apparaat.
Dit artikel is ook noemenswaardig omdat al snel een antwoord kwam van A. A. Campbell Swinton. Via een ingezonden brief in Nature deed hij de suggestie dat de door Bidwell genoemde problemen het best opgelost kon worden door zowel aan de ontvangst- als zendzijde kathodestraalbuizen te gebruiken in plaats van elektromechanisch aangedreven apparaten.